# Malta (musikgrupp)
Malta var en svensk popduo bestående av Claes af Geijerstam och Göran Fristorp. Duon framförde i Melodifestivalen 1973 det segrande bidraget "Sommar'n som aldrig säger nej". I Eurovision Song Contest 1973 översattes texten till engelska och titeln blev "You Are Summer - You Never Tell Me No". Inför Eurovision Song Contest fick de byta namn för att inte förväxlas med landet Malta och framträdde under namnet Nova (på en TV-skylt stod det "The Nova"), trots att landet Malta inte deltog 1973 då de kommit sist två år i rad. Sången blev nummer 5 i Eurovision Song Contest.
16 maj 2009 framträdde duon i TV-programmet Babben & co tillsammans för första gången på 36 år. Vid framträdandet deltog även Babben Larsson och Linda Bengtzing.

## Diskografi
Album
- 1973 - Malta

Singlar
- 1973 - "Sommar'n som aldrig säger nej" / "Här kommer sol!" [5]
- 1973 - "You Are Summer - You Never Tell Me No" / "Crossword Puzzle" (som Nova)[2]
- 1973 - "Sweet Virginia" / "Roses & Pepole"